# Адам Роуз
Рэй Леппан (англ. Ray Leppan; род. 20 июля 1979 года) — южноафриканский профессиональный рестлер. До 2016 г. выступал в WWE под именем Адам Роуз. Является бывшим двукратным чемпионом FCW в тяжёлом весе под именем Лео Крюгер.

## Карьера в рестлинге

### Южная Африка
В профессиональном рестлинге Рей дебютировал в 16 лет. Выступал в южноафриканских промоушенах в команде Pure Juice с Джастином Гэбриэлом. Также он работал в World Wrestling Professionals под именем «Dameon Duke».. Там, в 2007 году, он выиграл чемпионство в тяжёлом весе и проиграл его только в следующем году.

### WWE
25 февраля 2010 года Рэй дебютировал в FCW под своим настоящим именем, проиграв Курту Хокингсу. Две недели спустя Леппан проиграл матч Элаю Коттонвуду. На следующей неделе Рей сменил сценическое имя на Лео Крюгер и проиграл Джонни Кёртису 18 марта Крюгер одержал свою первую победу с момента вступления в FCW, победив Джейкоба Новка. На телевизионных записях 20 мая, Крюгер вызвал своего напарника Джастина Гэбриэла на поединок. В конце концов, 10 мая Крюгер проиграл, однако спустя некоторое время выиграл в матче-реванше. В середине 2010 Крюгер сформировал команду с Дэрриком Бэйтмэном. Они сражались за командное чемпионство FCW, однако выиграть его не смогли. Впоследствии, для получения чемпионства, Крюгер формировал команду с Тайлером Рэксом, однако и в данной команде чемпионом он не стал. 23 сентября проиграл Бо Далласу. Во время матча Лео сломал себе шею. Во время лечения Крюгер работал комментатором в FCW.
В 2011 Леппан выиграл титул чемпиона FCW в тяжёлом весе, победив в четырёхстороннем матче Дэмиэна Сэндоу, Хаски Харриса и Дина Эмброуза. Успешно защитил титул 24 октября, а 14 ноября на шоу FCW Рэй победил Харриса и Ричи Стимбота в матче тройной угрозы за чемпионство FCW в тяжёлом весе. 18 декабря Крюгер защитил титул против Сэта Роллинса после вмешательства Антонио Сезаро.
В конце 2011 Крюгер появлялся на нескольких хаус-шоу WWE, где проиграл Алексу Райли. 30 декабря объединился с Райли и Мэйсоном Раяном, чтобы победить в матче «три-на-три» против JTG, Курта Хоукинса и Тайлера Рекса на хаус-шоу бренда RAW. 2 февраля 2012 проиграл свой титул Майку Далтону. Через три недели Крюгер вернул себе первенство, однако проиграл в ту же ночь Сэту Роллинсу.
Когда WWE произвела ребрендинг, и подготовительная площадка FCW стала называться NXT Wrestling, Крюгер был выставлен в турнир за чемпионство NXT, однако проиграл в четвертьфинале Ричи Стимботу. В сентябре Крюгер получил новый гиммик невменяемого охотника и наёмника. В декабре Крюгер образовал команду с Кассиусом Оно и вступил в турнир за командное чемпионство NXT 30 января. Команда смогла пройти первый круг, победив Райли и Бэйтмэна., после чего проиграли в полуфинале Эдриану Невиллу и Оливеру Грэю. 18 июля, на одном из шоу, Роуз стал первым претендентом на чемпионство NXT, победив Сами Зэйна и Антонио Сезаро. 7 августа Крюгер дрался за NXT-чемпионство с Бо Далласом, однако проиграл.
Позже он начал выступать на хаус-шоу под псевдонимом Адам Роуз. 6 марта 2014 года вернулся на телевидение в гиммике организатора вечеринок с яркими костюмированными тусовщиками, которые постоянно сопровождают его при выходе на ринг.
Роуз дебютировал в основном ростере RAW 5 мая во время выступления Джека Сваггера. Роуз постоянно стал отвлекать Сваггера во время его матчей, что приводило к поражению последнего. Провёл свой первый матч 26 мая против Дэмиена Сэндоу. Во время матча вмешались Зэб Колтер и Джек Сваггер, что, однако, не помешало Роузу победить. Первым pay-per-view для Роуза стал Money in the Bank (2014), в котором он победил Дэмиена Сэндоу.

## Любимые приёмы
- Завершающие приёмы
  - Как Адам Роуз
    - Party Foul[29][30]
    - Slice[31] (Lariat)[32]

  - Как Лео Крюгер
    - GC3[33]
    - Kruger’s End[5]
    - Sleeper Hold
    - Slice[31]

  - Как Герцог Дэймон
    -  Пенок под зад
    - Dameon Dagger
    - Dameon Device
- Коронные приёмы
  - Как Адам Роуз
    - Corner Clothesline
    - Diving Huricanrana
    - Spinebuster
    - Choo Choo[34]
    - Diving Crossbody
    - Step-Up Tornado DDT
    - Swinging Neckbreaker

  - Как Лео Крюгер
    - Aley Opp Sitout Powerbomb
    - Camel Clutch
    - European Uppercut
    - Hammerlock Suplex
    - Spinebuster
    - Snap Suplex
    - Swinging Neckbreaker
    - Knee Drop

  - Как Герцог Дэймон
    - Calf Kick
    - Corner Running Bulldog
    - Diving Body Splash
    - Diving Elbow Drop
    - Diving Tope Con Hilo
    - Flying Forearm Smash
    - Super Kick
    - Suicide Dive
    - Step-Up Tornado DDT
- Прозвища
  - «Южноафриканский Супер Стадд»[35]

## Титулы и награды
- Florida Championship Wrestling
  - Чемпион FCW в тяжёлом весе (2 раза)[18]
- Pro Wrestling Illustrated
  - PWI ставит его под № 77 в списке 500 лучших рестлеров 2012 года[36]
- World Wrestling Professionals
  - Чемпион WWP в тяжёлом весе[7]